# Antal Dunai
Antal Dunai es un exjugador y entrenador de fútbol húngaro, miembro del Comité Olímpico de su país y vicepresidente de la Federación Húngara de Fútbol.

## Biografía
Antal Dunai, cuyo nombre original es Antal Dujmov, nació en la pequeña localidad de Gara, en el condado de Bács-Kiskun, en Hungría, el 21 de marzo de 1943.

### Jugador
Inició su trayectoria futbolística en las categorías inferiores de un equipo de la zona, en la ciudad de Baja, para pasar, al cumplir los dieciocho años, al Pécsi Mecsek Football Club, en la ciudad de Pécs.
En 1965 ficha por el Újpest Dózsa, con el que gana siete títulos de Liga y tres de Copa. Juega 326 partidos y marca 202 goles. En tres ocasiones (1967, 1968 y 1970) se proclama máximo goleador de la Liga húngara.
En 1968 obtiene la Bota de Plata y en 1969 la Bota de Bronce. De haber existido el trofeo, habría ganado la Bota de Oro en 1967.
Entre 1963 y 1968 disputa trece partidos con la Selección Olímpica de su país, marcando trece goles y obteniendo la Medalla de Oro en los Juegos Olímpicos de México 1968, torneo en el que fue segundo máximo goleador. Volvería a jugar en la Selección Olímpica en 1972, participando en los Juegos Olímpicos de Múnich, donde jugó tres partidos, marcó tres goles y obtuvo la Medalla de Plata, siendo de nuevo segundo máximo goleador del torneo.
A partir de 1969 y hasta 1973 disputó 31 partidos con la Selección absoluta, marcando nueve goles. 
En 1976 abandona el Újpest Dózsa y ficha por el Debreceni Vasutas Sport Club, donde juega dos temporadas. En 1979 se incorporó al Chinoin SC y en 1981 juega su último año en el 1.SC Simmering, un equipo austríaco.
Su hermano János también había sido futbolista (ganó la Medalla de Bronce en los Juegos Olímpicos de Roma 1960), por lo que Antal era conocido como Dunai II.
| Club                         | País    | Año         |
| ---------------------------- | ------- | ----------- |
| Pécsi Mecsek Football Club   | Hungría | 1961 - 1964 |
| Újpest Dózsa                 | Hungría | 1965 - 1976 |
| Debreceni Vasutas Sport Club | Hungría | 1976 - 1978 |
| Chinoin Sport Club           | Hungría | 1979 - 1980 |
| 1.SC Simmering               | Austria | 1981        |

### Entrenador
A partir de 1978, compagina su actividad de jugador con el entrenamiento de los equipos de categorías inferiores del Újpest Dózsa.
Sin embargo, el primer equipo profesional que ficharía como técnico a Antal Dunai sería un equipo español, el Xerez Club Deportivo, que en 1981 militaba en la Segunda División B. Con Dunai al frente, el Xerez queda primero de su grupo y asciende a Segunda División.
Posteriormente, y en la Liga Española, pasaría por los banquillos del Real Betis Balompié (en Primera División) y Club Deportivo Castellón (en Segunda), para tras una breve pausa en que retornó a Hungría y entrenó al Zalaegerszegi TE, volvería a la Liga española, en la que dirigiría al Real Murcia en tres ocasiones -las tres en Primera- y al Levante (en Segunda).
En 1991 retorna definitivamente a Hungría. Allí entrena al Veszprém FC, a la Selección Olímpica (con la que participa en los Juegos de Atlanta en 1996) y al Debreceni VSC, club en el que ya había militado como jugador y en el que puso fin a su trayectoria como técnico.
| Club                          | País                          | Año         |
| ----------------------------- | ----------------------------- | ----------- |
| Xerez Club Deportivo          | España                        | 1981 - 1982 |
| Real Betis Balompié           | España                        | 1982 - 1983 |
| Club Deportivo Castellón      | España                        | 1985 - 1986 |
| Zalaegerszegi TE              | Hungría                       | 1986        |
| Real Murcia Club de Fútbol    | España                        | 1986 - 1989 |
| Levante Unión Deportiva       | España                        | 1990 - 1991 |
| Veszprém FC                   | Hungría                       | 1991        |
| Selección Olímpica de Hungría | Selección Olímpica de Hungría | 1993 - 1998 |
| Debreceni VSC                 | Hungría                       | 1996 - 1997 |